# Rumjana Nejkowa
Rumjana Dimitrowa Nejkowa, geb. Dschadscharowa (bulgarisch Румяна Димитрова Нейкова (Джаджарова), Translit. Rumjana Dimitrova Nejkova (Džadžarova), englisch auch Rumyana Neykova geschrieben, * 6. April 1973 in Sofia) ist eine ehemalige bulgarische Ruderin und die Olympiasiegerin 2008 im Einer. Sie ist mit ihrem Trainer Swilen Nejkow verheiratet, mit dem sie zwei Söhne hat.

## Leben
1990 belegte sie bei den Junioren-Weltmeisterschaften im Einer den zweiten Platz, 1991 gewann sie den Titel. Bei den Olympischen Spielen 1992 belegte sie mit dem bulgarischen Doppelvierer den neunten Platz. In den folgenden Jahren kehrte sie in den Einer zurück. Nach der Heirat mit ihrem Trainer Swilen Nejkow trat sie bei den Olympischen Spielen 1996 als Rumjana Nejkowa an und belegte im Einer den achten Platz. 1997 erreichte sie erstmals in der Erwachsenenklasse den Endlauf bei Weltmeisterschaften und platzierte sich auf Rang vier. Nach einem weiteren vierten Platz 1998 ruderte sie 1999 in die Medaillenränge und erhielt Bronze bei den Weltmeisterschaften. Im Jahr darauf kämpfte sie bei den Olympischen Spielen 2000 in Sydney bis zur Ziellinie mit der Weißrussin Kazjaryna Karsten um den Olympiasieg, erst nach Zielfotoentscheid legte die Jury den Einlauf mit Karsten vor Nejkowa fest. 2001 pausierte Nejkowa und brachte einen Sohn zur Welt.
2002 kehrte sie zurück und gewann ihren ersten Weltmeistertitel, den sie 2003 erfolgreich verteidigen konnte. Bei den Olympischen Spielen 2004 in Athen erhielt sie die Bronzemedaille hinter Katrin Rutschow-Stomporowski und Kazjaryna Karsten. 2005 trat sie zusammen mit Miglena Markowa im Doppelzweier an und gewann Silber bei den Weltmeisterschaften in Gifu. Nach einer Pause 2006 kehrte Nejkowa 2007 im Einer zurück, bei den Ruder-Weltmeisterschaften 2007 belegte sie den zweiten Platz hinter Karsten, bei den Europameisterschaften gewann sie den Titel. Der größte Erfolg ihrer Karriere gelang Nejkowa bei den Olympischen Spielen 2008 in Peking, sie gewann das Finale vor der US-Amerikanerin Michelle Guerette und ihrer langjährigen Rivalin Kazjaryna Karsten.